# Obwód połtawski
Obwód połtawski (ukr. Полта́вська о́бласть, Połtawśka obłast' ) – jeden z 24 obwodów Ukrainy. Leży w środkowej części Ukrainy, nad Dnieprem. Stolicą obwodu jest Połtawa.
Na północy graniczy z obwodem czernihowskim i sumskim, na wschodzie z charkowskim, na południu z dniepropietrowskim i kirowohradzkim, na zachodzie z kijowskim i czerkaskim.
Obwód w całości leży w obrębie historycznej Ukrainy.

## Podział administracyjny
W skład obwodu wchodzą 4 rejony: 
1. krzemieńczucki
2. łubieński
3. mirhorodzki
4. połtawski

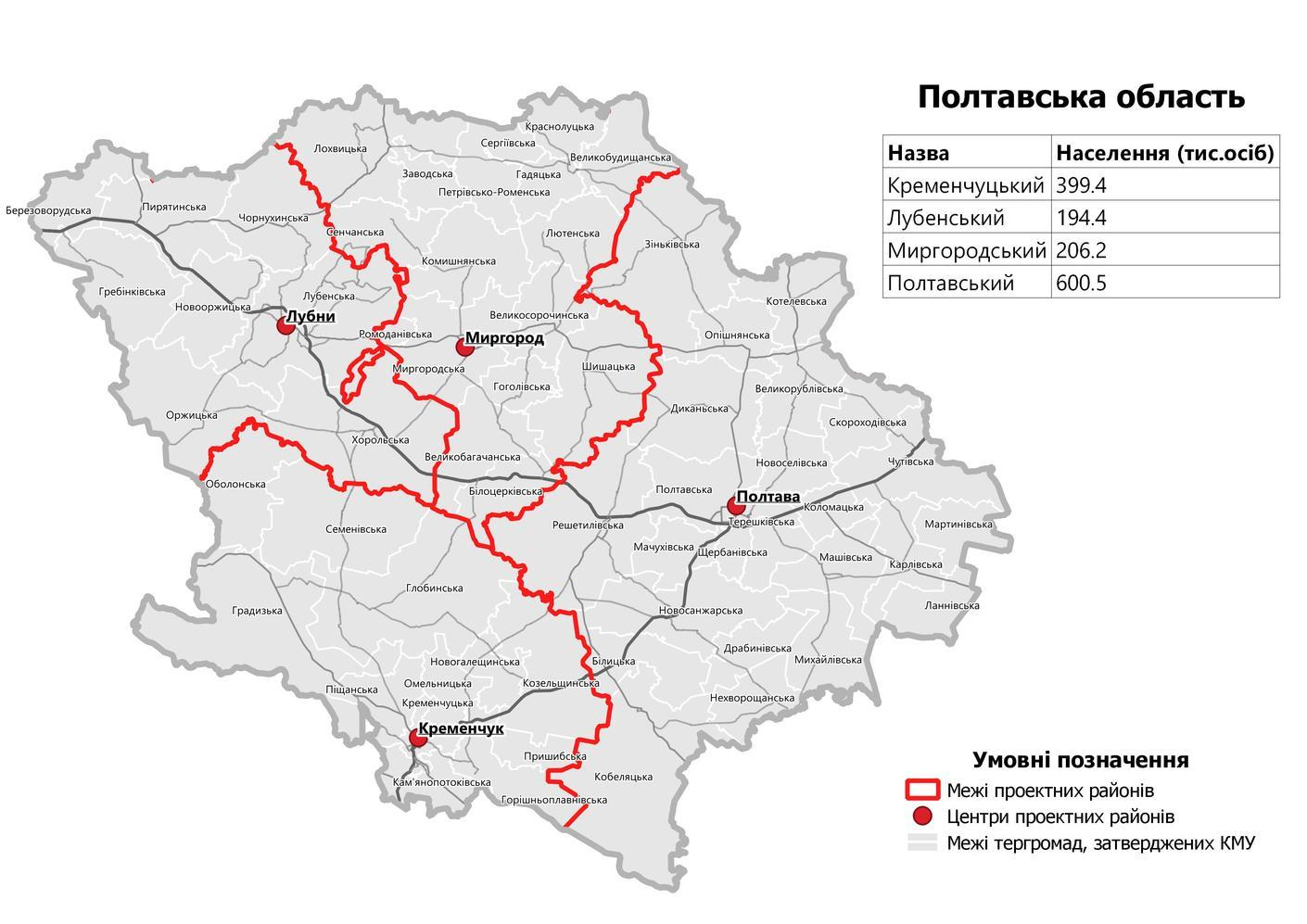
Rejony od 2020 roku

Rejony do 2020 roku

Do 19 lipca 2020 roku obwód dzielił się na 25 rejonów:
- chorolski
- czornuchyński
- czutowski
- dykański
- hadziacki
- hłobyński
- hrebinkowski
- karliwski
- kobelacki
- kozelszczyński
- kotelewski
- krzemieńczucki
- łochwicki
- łubieński
- masziwski
- myrhorodzki
- nowosanżarski
- orżycki
- pyriatyński
- połtawski
- reszetyliwski
- semeniwski
- szyszacki
- wełykobahaczański
- zinkowski

oraz 6 miast wydzielonych: Hadziacz, Horiszni Pławni, Krzemieńczuk, Łubnie, Mirhorod i Połtawa

## Demografia
Skład narodowościowy obwodu w 2001 roku:

1. Ukraińcy: 1 481 167 (91,36%)
2. Rosjanie: 117 071 (7,22%)
3. Białorusini: 6 309 (0,39%)
4. Ormianie: 2 678 (0,17%)
5. Mołdawianie: 2 562 (0,16%)
6. Żydzi: 1 843 (0,11%)
7. Azerowie: 1 203 (0,07%)
8. Romowie: 956 (0,06%)
9. Tatarzy: 819 (0,05%)
10. Polacy: 813 (0,05%)

## Historia
Historyczna przynależność administracyjna obszaru:
- 1471–1569: Wielkie Księstwo Litewskie: województwo kijowskie
- 1569–1667: Korona Królestwa Polskiego, prowincja małopolska: województwo kijowskie
- 1667–1721: Carstwo Rosyjskie
- 1721–1796: Imperium Rosyjskie
- 1796–1803: Imperium Rosyjskie: gubernia małorosyjska
- 1803–1917: Imperium Rosyjskie: gubernia połtawska
- 1920–1922: Ukraińska SRR
- 1922–1991: ZSRR, Ukraińska SRR
- od 1991: Ukraina: obwód połtawski

## Największe miasta
1. Połtawa
2. Krzemieńczuk
3. Horiszni Pławni
4. Łubnie
5. Myrhorod
6. Hadziacz
7. Pyriatyn
8. Karliwka
9. Choroł